# Шварц, Пауль
Пауль Шварц (нем. Paul Schwarz; 19 ноября 1867, Нейссе — 28 декабря 1938, Торгау) — немецкий востоковед, профессор Лейпцигского университета.

## Биография
Пауль Шварц родился 19 ноября 1867 года в Нейссе (сегодня — город в Опольском воеводстве в Польше); в 1893 году в Лейпцигском университете, под руководством профессора Альберта Социна (Albert Socin, 1844—1899), Шварц написал и защитил диссертацию по древнеарабской поэзии — стал кандидатом наук по восточным языкам. 
В 1896 году он получил звание доктора наук за работу о древней Персии («Iran im Mittelalter nach den arabischen Geographen»). С 1896 по 1903 год он преподавал в Лейпциге — состоял приват-доцентом по восточным языкам. В 1903 году Шварц стал экстраординарным профессором восточных языков на философском факультете — оставался на данном посту более 30 лет, до 1937 года. Читал лекции об арабском языке и Коране. 11 ноября 1933 года Шварц был среди более 900 учёных и преподавателей немецких университетов и вузов, подписавших «Заявление профессоров о поддержке Адольфа Гитлера и национал-социалистического государства». Скончался 28 декабря 1938 года в Торгау.

## Работы
- Die Abbasidenresidenz Samarra. Neue historisch-geographischen Untersuchungen (=Quellen und Forschungen zur Erd- und Kulturkunde Bd. 1), Leipzig 1909.
- Escorialstudien zur arabischen Literatur- und Sprachkunde, Bd. 1, Stuttgart 1922.
- Iran im Mittelalter nach den arabischen Geographen, 9 Bde., Leipzig 1896—1935. (Nachdruck Olms, Hildesheim 1969)
- Hrsg.: Umar Ibn Abi Rebi’a Der Diwan nach den Handschriften zu Cairo und Leiden. Mit einer Sammlung anderweit überlieferter Gedichte und Fragmente. 2 Bde. in 1 Band, Leipzig 1901—1909. Reprint: Hildesheim 2004 ISBN 978-3-487-12638-8